# カインズグループ
カインズ株式会社は、搬送機器や取付キットの製造を行う企業。
グループ企業に、株式会社カネコ、株式会社カナック企画、株式会社ワントップ、株式会社パフェコスメ、株式会社ドゥサンクィル、株式会社エレクスがある。

## 概要
関連会社7社の統括会社。高砂、細田、八潮、飛騨高山の4カ所に製造工場を持ち、八潮に物流倉庫、水元に開発センター、長崎県五島に店舗を持つ。
2021年1月に青山に営業オフィスを新設した。
- 搬送機器事業
  - コンベアラインをはじめ搬送ラインの企画・設計・製造。
- 物流代行事業
  - 入荷から出荷までの保管・在庫管理・梱包。
- 鉄道グッズ事業
  - 鉄道をモチーフにしたグッズ（鉄道会社許諾・承認済）の企画・販売。
- カーAV取付キット事業
  - カーAV取付キット及びカー用品の企画、開発、設計、製造、販売。
- カーAV周辺機器事業
  - カーオーディオ、カーナビゲーション等の取付部品の販売。
- EMS/OEM/ODM
  - 各種装置品の開発・設計・製造
- PCB（プリント基板）・FPC（フレキシブル基板）実装
  - プリント基板、フレキシブル基板の設計、製造。
- ワイヤーハーネス事業
  - ワイヤーハーネス（機械装置用の電線集合部品）の製造、加工。
- 樹脂成形事業
  - 樹脂成形部品の製造。
- DTP/WEB制作
  - チラシやポスター制作からWEB制作・パッケージデザイン。
- 化粧品事業
  - 「地産国消(R)」をテーマに各地の厳選した素材をつかったスキンケアブランドを展開。また、輸入ブランドを扱っている。

## 沿革
- 1927年 - 金子金太郎が、個人にて金子商店を創設（木箱・空き樽・空き缶の販売）。
- 1942年 - 太平洋戦争のため一時閉鎖。
- 1946年 - 事業再開。木箱の販売の他、運送業も行う。
- 1957年 - 日立製作所亀有工場と取引開始。
- 1967年 - 東京都葛飾区高砂に高砂工場を建設。
- 1970年 - パイオニアの協力を得て、物流業務代行事業に進出。
- 1971年 - 株式会社金子製箱所に法人改組。現在地に本社を置く。代表取締役会長に金子金太郎が、代表取締役社長に金子昌男がそれぞれ就任。
- 1974年 - パイオニアと共同で、カーステレオ取付キットの製作を開始。
- 1975年
  - 運搬具『シャフトセッター（特許954773号）』及び、『カネラック』の製作、販売に進出。
  - 資本金を12,000,000円に増資。
- 1976年 - 水元配送センター完成に伴い、物流業務を水元に移転。
- 1977年 - 物流業務代行の事業拡大に伴い、水元配送センターを分離独立し株式会社カネコを設立。
- 1981年
  - 細田工場を建設。
  - カーステレオ取付キット製品および周辺商品の製造、生産計画、進捗管理、出荷業務組立ラインの充実を図る株式会社カナック企画を設立し、カーステレオ取付キットの設計開発に進出。
- 1983年 - 日立製作所土浦工場より不良根絶表彰される。
- 1985年 - 『ルーフキャビン』発売開始。
- 1986年 - パイオニアより10年連続不良根絶優良表彰される。
- 1987年 - スーパーエンプラPEEK材を利用して『液晶基盤用カセット』開発。
- 1989年 - 社名をカインズ株式会社に変更。
- 1991年 - ナビゲーションシステムの普及に伴い、 カナック企画がモニター取付キットを開発。
- 1994年 - 埼玉県八潮市に、カネコが東京ロジスティックセンターを開設。
- 1995年 - カナック企画が企画、開発及び設計、営業部門を水元開発センターに移転。
- 1997年 - パイオニア川越工場自主研究会において表彰される。
- 1998年 - 葛飾税務署より優良法人として表敬される。
- 1999年 - 資本金を45,000,000円に増資。
- 2003年
  - ISO 14001及びISO 9001を認証取得。
  - カナック企画が「kananet」ブランドを発表。「kanatech（カナテック）」ブランドを「Kanatechs（カナテクス）」に変更。
- 2005年
  - カインズ細田工場にて基盤の内製化を開始。
  - 金子昌男が代表取締役社長を退任し、取締役会長に就任。新代表取締役社長に金子錦吾が就任。
  - 葛飾税務署より優良法人として継続表敬される。
- 2007年 - カナック企画が販促用USBメモリ事業を立ち上げ。
- 2009年
  - カインズの取締役相談役に金子昌男､ 代表取締役会長に金子錦吾､代表取締役社長に金子高一郎が就任。カインズグループ代表に金子高一郎が就任。
  - カナック企画が「第41回東京モーターショー2009」に出展。
- 2010年
  - カインズ及びカナック企画が葛飾ブランド「葛飾町工場物語」に認定[1]、東京都知事より「ものづくり人材育成大賞」を受賞。
  - 葛飾区長より「障害者雇用表彰」を受賞。また、葛飾税務署より優良法人として三度目の継続表敬される。
- 2011年
  - カナック企画が「第42回東京モーターショー2011」に出展。
  - カナック企画が自社製CAN-Busインターフェイス商品の販売を開始。
- 2012年
  - カーAV取付部品等の販売事業子会社として株式会社ワントップを設立。
  - 葛飾税務署よりカナック企画が優良法人として表敬される。
- 2013年 - カネコが一定の温度が管理保管できる「定温倉庫」を新設。
- 2014年 - カナック企画がこども用鉄道傘を発売
- 2016年
  - 株式会社ドゥサンクィル設立。
  - カナック企画が「アウトメカニカ2016」に出展。
- 2017年
  - ドゥサンクィルが五島産椿を使用した基礎化粧品を発売。
  - カナック企画が＜全方位カメラシステム＞サテライトビューカメラを発売。
  - カナック企画が新幹線モチーフのこども用レインブーツ（長靴）を発売。
- 2018年 - 株式会社ドゥサンクィル、五島本店がグランドオープン。
- 2019年
  - ワントップがステアリング連動ガイドライン変換アダプターを発売。
  - カナック企画が葛飾区優良法人として表敬訪問を受ける。
- 2020年 - 各種プリント基板・接続ケーブルのアッセンブリ等「吉城電子工業」より全事業譲受。株式会社エレクスとして稼働。
- 2021年 - クヴォン・デ・ミニムジャポン株式会社からカインズ株式会社へ事業譲受。ワイヤーハーネス事業をカインズからエレクスに事業移管。

## グループ会社
- 株式会社カネコ
- 株式会社カナック企画
- 株式会社ワントップ
- 株式会社ドゥサンクィル
- 株式会社エレクス
- クヴォン・デ・ミニム日本公式オンラインストア